# Institut national de la statistique (Espagne)
Pour les articles homonymes, voir INE.
L'Institut national de la statistique (en espagnol : Instituto Nacional de Estadística, INE) est l'organisme officiel, chargé de l'élaboration et de la communication des statistiques démographiques, économiques et sociales en Espagne.
Son siège est à Madrid au Paseo de la Castellana.

## Histoire
Le 3 novembre 1856, le général Narváez, président du Conseil des ministres d'Isabelle II, signe un décret qui établit une commission, chargée de la création de la statistique générale du Royaume. La commission, qui prend le nom de Junta de Estadística le 21 avril 1857, reçoit pour première mission le recensement de la population espagnole.
Un décret du 12 septembre 1870, pris pendant le gouvernement provisoire du général Serrano, crée l’Institut géographique (Instituto Geográfico) qui devient, le 19 juin 1873, l'Institut géographique et de la statistique (Instituto Geográfico y Estadístico).
Un décret du 1er octobre 1901 établit des statistiques officielles et leur publication. L'Institut géographique et de la statistique devient une direction générale et on crée des départements dans les ministères pour faciliter son travail.
La loi du 31 décembre 1945, publiée au Bulletin officiel de l'État du 3 janvier 1946, crée l'Institut national de la statistique (Instituto Nacional de Estadística), qui a pour mission l'élaboration des statistiques démographiques, économiques et sociales déjà existantes, la création de nouvelles et la coordination avec les services statistiques des provinces et des communes.

## Directeurs de l'INE
Depuis 1946 ont été directeurs généraux de l'INE :
- José Luis del Corral Saiz (1946-1946)
- Emilio Jiménez Arribas (1946-1953)
- Luis Ubach y García-Ontiveros (1953-1961)
- José Ros Jímeno par intérim (1961-1962)
- Francisco Torras Huguet (1962-1966)
- Alberto Cerrolaza Asenjo (1966-1971)
- Benito Martínez Echevarría (1971-1974)
- Jesús García Siso (1974-1974)
- Rafael Bermejo (1974-1976)
- Ricardo Torrón Duran (1976-1977)
- Andrés Fernández Díaz (1977-1977)
- Blas Calzada Terrados (1977-1979)
- José Montes Fernández (1979-1980)
- Ignacio Ballester (1980-1981)
- José Montes Fernández (1981-1982)
- Luis Ruiz Maya (1982-1986)
- Javier Ruiz Castillo (1986-1989)

Depuis 1989 ont été présidents de l'INE :
- José Quevedo Quevedo (1989-1996)
- Pilar Martín-Gúzman (1996-2000)
- Carmen Alcaide Guindo (2000-2008)
- Jaume García Villar (2008-2012)
- Gregorio Izquierdo Llanes (2012-2018)
- Juan Manuel Rodríguez Poo (2018-2022)
- Elena Manzanera Díaz (depuis 2022)

## Données publiées par l'INE
- Données physiques et milieu naturel
- Démographie et population
- Société
  - Éducation
  - Culture et loisir
  - Santé
  - Justice
  - Niveau, qualité et conditions de vie
  - Marché du travail
  - Analyses sociales
  - Élections
- Économie
  - Entreprises
  - Comptes économiques
  - Statistiques financières et monétaires
  - Commerce extérieur
  - Information sur l'impôt
- Science et technologie
- Agriculture
- Industrie et construction
- Services
- Classifications
- Données Internationales
- Histoire
  - Recensements de 1900, 1910, 1920, 1930, 1940, 1950, 1960, 1970